# Sierra de Varela
La Sierra de Varela es un cordón montañoso ubicado en la provincia de San Luis, Argentina; forma parte integral de las Sierras Pampeanas.

## Historia
En la sierra de Varela las rocas del basamento están representadas por diversos tipos de esquistos y migmatitas. En el sur de esta sierra se halla un complejo volcánico compuesto por pórfiros riolíticos de edad triásica. Las mediciones del campo gravitatorio y magnético indican la presencia de rocas máficas y ultramáficas en su subsuelo.

## Ubicación
Se ubica en el sector occidental de la provincia cercano al límite con Mendoza.